# 피에르 모방
피에르 필리베르 모방(프랑스어: Pierre Philibert Maubant, 한국명: 나백다록(羅伯多祿), 1803년 12월 31일 ~ 1839년 12월 30일(음력 12월 30일)) 신부는 파리 외방 전교회의 회원이며, 한국교회사 최초의 서양인 천주교 선교사로 여겨진다. 그는 조선의 천주교 박해로 인해 순교한 한국 천주교의 103위 성인 중에 한 사람이다.

## 경력

### 조선 선교사 자원
모방 신부는 1803년 9월 20일에 프랑스 바시에서 가난한 농부의 아들로 태어났다. 가톨릭신문 정병일 기자에 따르면, 모방신부는 출생한 날 바로 바시성당에서 「피에르」라는 세례명으로 세례를 받았다. 이후 비르에서 중등교육과정을 이수한 모방 신부는 생 쉴피스 신학교 출신의 신부들이 지도하던 바이어교구 대신학교에 진학했다. 그는 1829년 5월 13일에 로마 가톨릭 교회 신부가 되었으며,비르의 북서쪽에 위치한 데제르본당,비르의 남동쪽에 있는 샹뒤블본당에서 보좌신부로 목회했다. 1831년(순조 31년) 파리 외방전교회에 들어가 이듬해 중국 사천교구 선교사로 임명되어 마카오로 떠났다. 그러나 도중에 천주교 조선교구장 브뤼기에르 주교를 만나 조선의 선교사가 되기로 자원하여, 브뤼기에르 주교와 함께 조선에의 입국을 기도하였으나 국경의 감시가 심하여 만주에 머물렀다. 소설가 박목원이 쓴 《새남터》(독서문화)에서는 브뤼기에르 주교가 파리외방전교회에 보낸 글들을 읽고, 조선에서 같이 활동하고 싶어한 것으로 그렸다.

### 조선 입국과 활동

#### 조선에 들어오다
그 후 브뤼기에르 주교가 병(뇌일혈)으로 선종하자, 그는 혼자 삿갓에 상복 차림을 하고 1836년 1월 12일(1835년 음력 11월 24일) 조신철, 정하상 등의 인도로 압록강을 건너 입국하였고 15일 뒤에는 한양에 도착했다. 그는 파리 외방전교회의 일원으로서 최초로 조선 땅을 밟은 사람이다. 그는 조선어를 공부하며 먼저 경기도와 충청도 교우촌을 방문하여 200여 명에게 영세를 주었다.

#### 열정이 가득한 사목
그는 언제나 전신에 상복 차림을 하고 다녔다. 그는 한자에 능통했으므로, 주로 한자나 통역사를 통해 천주교 신자들의 고해성사를 들었다. 그와 그에 이어 입국한 샤스탕 신부는 누추한 움막에서 살며 산나물에 잡곡밥을 먹는 빈약한 음식 섭취 등 조선의 낯선 환경에서 많은 어려움을 겪었다. 그는 결국 중병에 걸려 샤스탕 신부에게 병자성사를 받았다. 그러나, 삼 개월 후에 그의 질병은 기적적으로 완치되었다.

###### 엄격한 권징
모방 신부는 중국 천주교 사제인 유방제(파치피코)신부를 조선 천주교회를 관리하는 성직자로서 중국에 돌아가게 함으로써 권징하였다. 역사학자 이덕일은 그 이유를 조선 천주교회를 북경교구에 관할에 두고 조선선교를 전담하려는 욕심탓에, 조선교회를 지도해야 하는 브뤼기에르 주교가 조선에 들어오지 못하게 함으로써 교회에 해를 주었기 때문이라고 판단한다.

#### 성사집전
모방 신부와 샤스탕 신부는 조선의 천주교 신도 수를 약 6천명으로 추산했다. 그 두 명의 선교사는 여러 산의 주로 격지에다가 선교 기지를 설립하고 빈번히 그곳들을 방문했다. 각각의 선교지에서 교리 교사를 임명했다. 1837년 한 해 동안만 해도, 그들은 1,237 명에게 세례를 주었고, 2,087 명에게 고해성사를 들었으며, 1,950 명에게 영성체를 분배했다. 그들은 조선의 천주교 신자 수를 6천여명에서 9천여명 이상으로 증가시켰다.

###### 신학생 교육
모방 신부는 목회하면서 외국사람으로서의 한계를 느끼고, 조선의 문화와 전통을 이해하는 조선 천주교 사제의 필요성을 느꼈던 모양이다. 1836년 말에 세 명의 청소년 최방제 프란치스코와 김대건 안드레아 그리고 최양업 토마스를 평신도 지도자인 정하상 바오로로부터 소개를 받아 신학생으로 선발했다.
모방 신부는 성직자가 되어서는 안 될 사람이 성직자가 되어선 안 되니까, 신학생 선발을 할 때에 엄격한 기준을 정했다.
첫째 때묻지 않은 소년일 것, 둘째 천주교 집안일 것, 셋째 신앙심이 깊은 사람으로서 본인은 물론 가족까지도 신부가 되기를 원하는 사람 일 것, 넷째 건강하고 근면 할 것.
그는 신학생들에게 라틴어를 가르쳤고 그들을 마카오로 보냈다. 모방 신부는 조선에서 비교적 가까운 북경신학교나 중국인 신부양성소를 탐탁스럽게 여기지 않았기 때문에, 이들이 마카오까지 가서 유학을 하게 된 것이었다. 그는 서울에서 신학생들에게 라틴말의 기초를 가르쳤다. 제2차 바티칸공의회를 열기전까지 로마 가톨릭에서는 라틴말로 미사를 드렸기 때문이다. 젊은 신학생들은 8개월에 걸쳐 만주와 몽골 그리고 청나라를 거쳐 마카오에 도착했다. 그들은 마카오에 있는 파리 외방전교회 극동대표부의 신학교에서 수학했다.

#### 자수
외국 천주교 사제의 존재는 민중들을 비롯하여 관리들에게까지 알려졌다. 조선 조정은 그 선교사들을 찾기 위해 많은 천주교 교인들을 고문했다. 앵베르 주교는 자수하는 것이 교우들에게 미치는 해악을 최소화하는 것이라고 판단하고, 모방 신부와 샤스탕 신부에게 "착한 목자는 양을 위해 목숨을 바칩니다."라며 요한복음서를 인용하여 자수를 권유했다.

#### 최종보고
모방 신부와 샤스탕 신부는 교황청에 올릴 최종 보고서를 작성했다.
| “ | 천주교 신자: 10,000 명, 세례성사: 1,200 명, 견진성사: 2,500 명, 고해성사: 4,500 명, 성체성사: 4,000 명, 혼배성사: 4,000 명, 병자성사: 60 명, 예비 신자: 600 명 | ” |

### 순교
1839년 모방 신부와 샤스탕 신부는 앵베르 주교의 권면에 따라 9월 6일 홍주 근처에서 대기 중인 포졸들에게 자수하였으며, 9월 21일(음력 8월 14일) 한강변 새남터에서 앵베르 주교·샤스탕 신부와 함께 참수된 후 군문효수되었다. 두 명의 프랑스인 선교사와 함께 순교하던 그 때 모방 신부의 나이는 35세였다.
그 세 명의 유해는 서울특별시의 관악구 신림동과 경기도 안양시 석수동에 걸쳐 위치한 삼성산에 묻혔다가 후일에 명동 대성당의 지하의 그로토로 이장되었으며 일부 유해는 절두산순교성지와 최초의 매장지였던 삼성산 성지에도 세분의 성인을 모시고 1989년 축성식을 갖고 성지 본당인 삼성산 성당에 의해 성지가 관리되고 있다.

### 시복 · 시성
앵베르 라우렌시오 주교와 모방 베드로 신부 그리고 샤스탕 야고보 신부는 1925년 7월 5일에 성 베드로 광장에서 교황 비오 11세가 집전한 79위 시복식을 통해 복자 품에 올랐고, 1984년 5월 6일에 서울특별시 여의도에서 한국 천주교 창립 200주년을 기념하여 방한한 교황 요한 바오로 2세가 집전한 미사 중에 이뤄진 103위 시성식을 통해 성인 품에 올랐다.

## 기타
피에르 모방이 한국교회사 최초의 서양인 천주교회 신부인지는 반론이 있다. 왜냐하면 이미 임진왜란 때 서양인 천주교회 신부인 세스페데스 신부가 조선에 일본군 군종사제로 입국한 일이 있기 때문이다. 다만 파리 외방전교회의 회원으로서는 최초이다.

## 같이 보기
- 기해박해
- 그레고리오 세스페데스

## 참고 문헌
- (영어) Catholic Bishop's Conference Of Korea. 103 Martryr Saints: 모방 베드로 Petrus Maubant 보관됨 2014-10-19 - 웨이백 머신